# Міронов Олексій Владиславович
Олексій Владиславович Міронов (рос. Алексей Владиславович Миронов, нар. 1 січня 2000, Москва, Росія) — російський футболіст, півзахисник клубу «Ростов».

## Ігрова кар'єра

### Клубна
Олексій Міронов є вихованцем московського «Локомотива». В молодіжній команді грав у Юнацькій лізі УЄФА. З 2017 року футболіст був внесений до заявки першої команди. Але за основу виступав лише у контрольних матчах, та провів три гри у турнірі Кубок «Матч Прем'єр». Грав також за фарм - клуб «Локомотива» - «Казанку» у Другій лізі. Також два сезони на правах оренди провів у Першій лізі у клубі «Оренбург».
У липні 2022 року підписав п'ятирічний контракт з клубом «Ростов». Дебют Міронова у Прем'єр-лізі відбувся 24 липня 2022 року.

### Збірна
З 2015 року Олексій Міронов постійно грав у юнацьких збірних Росії різних вікових категорій.

## Досягнення
Оренбург
- Срібний призер ФНЛ: 2020/21
- Бронзовий призер ФНЛ: 2021/22